# Банська Штявниця (родовище)
Банська Штявниця (Banská Štiavnica)  — родовище поліметалічних руд в Словаччині, поблизу однойменного міста.

## Історія
Банська Штявниця — найдревніший історичний центр гірничорудного району. Розробки срібла велися у ІІІ-ІІ ст. до н. е. кельтами, пізніше римлянами. Найбільшого розвитку гірничі роботи в районі досягли у XVII—XVIII ст.

## Характеристика
Родовище приурочене до центральної зони стратовулкану неогенового віку з переважанням вулкано-інтрузивної формації андезит-дацит-ріолітового складу. Субвулканічні інтрузії представлені діоритами і ґранодіоритами. Підмурівок утворений палеогеновими, мезозойськими і палеозойськими відкладами. Родов. гідротермальної генези пов'язане з поствулканіч. розломами в межах горст-ґрабенової структури кальдерного типу. Оруденіння локалізується в гідротермальних кварцових жилах (довж. до 7 км, потужність рудних стовпів до 10-15 м, кут падіння 60-70о), в метасоматич. змінених породах (доломіт, вапняки), в ґранодіоритах і сланцях у вигляді прожилок і вкраплень.
Головні жили — Бібер, Грюнер, Шпиталер, Терезія, Охсенкопф та ін.
Виділяють чотири рудно-парагенетич. зони:
- Au-Ag;

- верхня РЬ- Zn;

- нижня РЬ-Zn, збагачена Cr;

- глибока з Cu і рідкісним Bi-W (шеєліт) оруденінням.

Основні рудні мінерали — галеніт, сфалерит, халькопірит, пірит, рідше сульфосолі срібла.
Запаси 5 млн т руди з сер. вмістом 2,2 % РЬ, 3,2 % Zn, 0,2-1 % Cu.

## Технологія розробки
Родов. розробляється шахтним способом (глибина 450 м); система розробки камерна з магазинуванням руди, відкатка дизельна, видача руди на поверхню центральним стовбуром.
Флотаційний концентрат свинцю збагачувальної фабрики містить: 50 % РЬ, 4-6 % Cu, 6 % Zn.
Концентрат цинку містить 50 % Zn, до 1 % Cu і близько 1,8 % Pb.